# Stubbe – Von Fall zu Fall: Stubbe und die andere Frau
Stubbe und die andere Frau ist ein deutscher Fernsehfilm von Christa Mühl aus dem Jahr 1996. Es handelt sich um den sechsten Filmbeitrag der ZDF-Kriminalfilmreihe Stubbe – Von Fall zu Fall mit Wolfgang Stumph in der Titelrolle.

## Handlung
Kommissar Wilfried Stubbe und sein Kollege Bernd Zimmermann werden zum Einsatz ins Krankenhaus gerufen, wo sich derzeit die alleinerziehende Renate Blix gemeinsam mit ihrem dreizehnjährigen, autistischen Sohn Tobias, nach einem Autounfall, stationär aufhalten. Blix gibt an, von einem anderen Wagen von der Fahrbahn gedrängt worden zu sein, weshalb nun die Kriminalpolizei eingeschaltet wurde. Kommissar Zimmermann ist allerdings der Meinung, dass es keinerlei Anhaltspunkte für eine Straftat gäbe.
Einige Tage später wird in der Wohnung von Renate Blix der Unternehmer Georg Jahn erschlagen aufgefunden. Der verheiratete Blix hat seit Jahren ein Verhältnis mit Jahn und Tobias ist sein leiblicher Sohn. Renate Blix gibt an, kurz zuvor durch einen anonymen Telefonanruf aus der Wohnung gelockt worden zu sein und als sie zurückkam, hätte sie Jahn tot aufgefunden. Ihr Sohn sei zwar in der Wohnung geblieben, aber aufgrund seiner Behinderung hätte er von allem gar nichts mitbekommen. Kommissar Zimmermann hält es jedoch durchaus für möglich, dass Tobias gegen seinen Vater gewalttätig geworden sein könnte. Stubbe hingegen erhofft sich von dem Jungen einen Hinweis auf den Täter, den er möglicherweise gesehen hat. Deshalb verbringt er viel Zeit im Hause Brix, um einen persönlichen Kontakt zu Tobias aufzubauen. Caroline Stubbe wird daraufhin eifersüchtig auf die andere Frau und sagt deshalb einen wichtigen Auftrag ab, der ihr vor kurzem von ihrem Chef übertragen worden war und der sie weit weg von Hamburg geführt hätte. Sie will in Wilfrieds Nähe bleiben und auch ihre Tochter Christiane nicht aus den Augen verlieren. In ihrer Panik treibt sie allerdings ihren Mann aus dem Haus, der ihre unbegründete Eifersucht nicht länger ertragen will. Er übernachtet zunächst im Hotel und zieht dann zu seinem Kollegen Zimmermann. Das hat den Vorteil, dass sie auch nach Feierabend noch über den Fall diskutieren können. Nach Stubbes Recherchen wollte Jahn nicht mit einem anderen Unternehmen fusionieren, was sein erwachsener Sohn hingegen anstrebt. Vom Doppelleben seines Vaters hatte er angeblich nichts gewusst, was Stubbe aber bezweifelt. Er ist davon überzeugt die Lösung des Falls bei der Familie Jahn zu finden. Sein Kollege Zimmermann hält dagegen Renate Brix für dringend tatverdächtig, als er eine Zeichnung von Tobias findet, die eine Frau mit einem Gegenstand zeigt, mit dem sie auf jemanden einzuschlagen scheint. Als auch noch ein Brief dazu kommt, den sie an Jahn geschrieben hat und der wie eine Drohung wirkt, reicht das Zimmermann, die Frau in Haft zu nehmen.
Stubbe kann über die Überwachungskamera einer Bank, die genau gegenüber von Brix Wohnung liegt, eine Interessante Entdeckung machen. Um den Täter zu überführen, stellt er Jahns Ehefrau zur Rede, die daraufhin die Tat einräumt. Ihre Ehe sei schon lange am Ende gewesen, aber da ihr Mann nun auch die Firma „verkommen“ ließ, konnte sie es nicht länger mit ansehen. Den Anschlag auf Renate Brix und ihren Sohn im Auto gesteht am Ende Armin Jahn.
Nachdem der Fall gelöst ist und Renate Brix aus der Untersuchungshaft entlassen wird, zieht Stubbe wieder zurück zu seiner Familie.

## Hintergrund
Der Film wurde in Hamburg und Umgebung gedreht und am 30. November 1996 um 20:15 Uhr im ZDF erstausgestrahlt. Er erschien unter dem Titel Stubbe – Von Fall zu Fall/Folge 1–10 mit neun weiteren Fällen auf DVD.

## Kritik
Für die Kritiker der Fernsehzeitschrift TV Spielfilm war Stubbe und die andere Frau „halb Krimi, halb Komödie, aber nur halb gut“; sie vergaben dem sechsten Stubbe-Fall eine mittlere Wertung, indem sie mit dem Daumen zur Seite zeigten.